# Sphyrna gilberti
A Sphyrna gilberti a porcos halak (Chondrichthyes) osztályának kékcápaalakúak (Carcharhiniformes) rendjébe, ezen belül a pörölycápafélék (Sphyrnidae) családjába tartozó faj.

## Előfordulása
A Sphyrna gilberti elterjedési területe az Atlanti-óceán nyugati részén van. Ezt az újonnan felfedezett cápafajt, eddig csak az Amerikai Egyesült Államokbeli Dél-Karolina tengeri vizeiben találták meg. Erről a cápáról már 1967 óta tudnak, azonban nem tekintették külön fajnak, hanem a csipkés pörölycápa (Sphyrna lewini) különleges változatának.
A faj nevét, a gilberti-t, Carter R. Gilbertről kapta, mivel Gilbert volt az első, aki rábukkant e cápafaj első példányára. Az a holotípus az USNM 25180 tároló számot kapta.

## Megjelenése
E halfaj nősténye elérheti az 50,6 centiméter hosszúságot is; a hím ennél kisebb, csak 47,1 centiméter hosszú.

## Életmódja
Szubtrópusi, tengeri hal, amely egyaránt megtalálható a partok közelében és a nyílt óceánban is.
Az emberre nem veszélyes.